# Adrien Houget
Adrien Jean Thomas Houget (Ensival, 29 juli 1881 - 14 juni 1957) was een Belgisch senator.

## Levensloop
Industrieel van beroep, was hij een zoon van Fernand Houget (1858-1927) en Alice Candère (1859).
Hij werd in 1938 verkozen tot gemeenteraadslid van Verviers en van 1952 tot aan zijn dood was hij er burgemeester.
In 1949-1950 was hij gedurende enkele maanden liberaal senator voor het arrondissement Verviers.

## Letterkunde
- Paul VAN MOLLE, Het Belgisch Parlement, 1894-1972, Antwerpen, 1972.